# Tropicale
Die Tropicale war ein im Jahr 1982 für Carnival Cruise Lines in Dienst gestelltes Kreuzfahrtschiff, welches von 2008 bis 2020 für die japanische Organisation Peace Boat im Einsatz war. Es war der erste Neubau für das Unternehmen Carnival. 2001 wurde es als Costa Tropicale zu Costa Crociere transferiert, von 2005 bis 2008 fuhr es als Pacific Star für P&O Cruises Australia. 2021 wurde das Schiff in Alang verschrottet.

## Geschichte

### Bau und Indienststellung
Die Tropicale wurde 1980 für die amerikanische Reederei Carnival Cruise Lines mit der Baunummer 234 bei der dänischen Aalborg Vaerft in Auftrag gegeben. Der Stapellauf erfolgte am 31. Oktober 1981. Das Schiff wurde im Dezember des gleichen Jahres an den Eigner AVL Marine, einer Tochtergesellschaft der Bauwerft mit Sitz in Liberia, abgeliefert. Der technische Entwurf des Schiffes stammt von der britischen Firma Technical Marine Planning, die Innenausstattung entwarf der Schiffsarchitekt Joe Farcus. Die typische Schornsteinform der Carnival-Schiffe wurde beim Bau der Tropicale zum ersten Mal realisiert.

### Einsatz

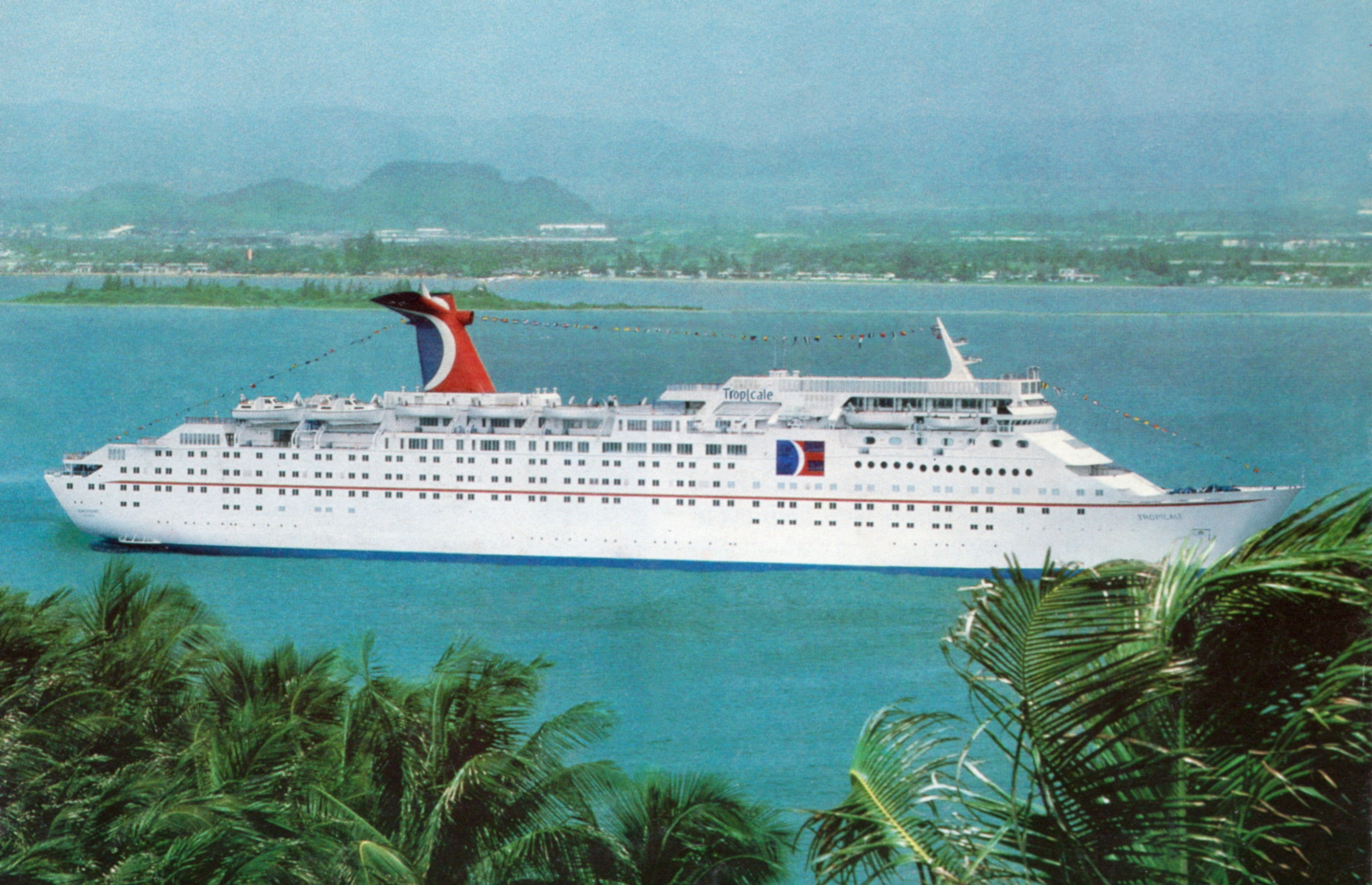
Die Tropicale im ursprünglichen Aussehen

Nach der Indienststellung vercharterte die Eignergesellschaft die Tropicale für zunächst 10 Jahre an Carnival Cruise Lines, bis sie 1991 in den Besitz der Carnival Corporation & plc überging. Die Tropicale lief zunächst vom Basishafen Miami zu Kreuzfahrten in die Karibik aus. Im September 1982 folgten die ersten Einsätze an der amerikanischen Westküste. Nach Stationierungen in San Juan (um 1990) und New Orleans (um 1994) war die Tropicale das erste Schiff der Reederei, das für Kreuzfahrten nach Alaska eingesetzt wurde. Ende der 1990er Jahre versuchte die Reederei erfolglos, das Schiff auch auf dem asiatischen Markt einzusetzen. Danach wurde die Tropicale erneut in der Karibik eingesetzt.

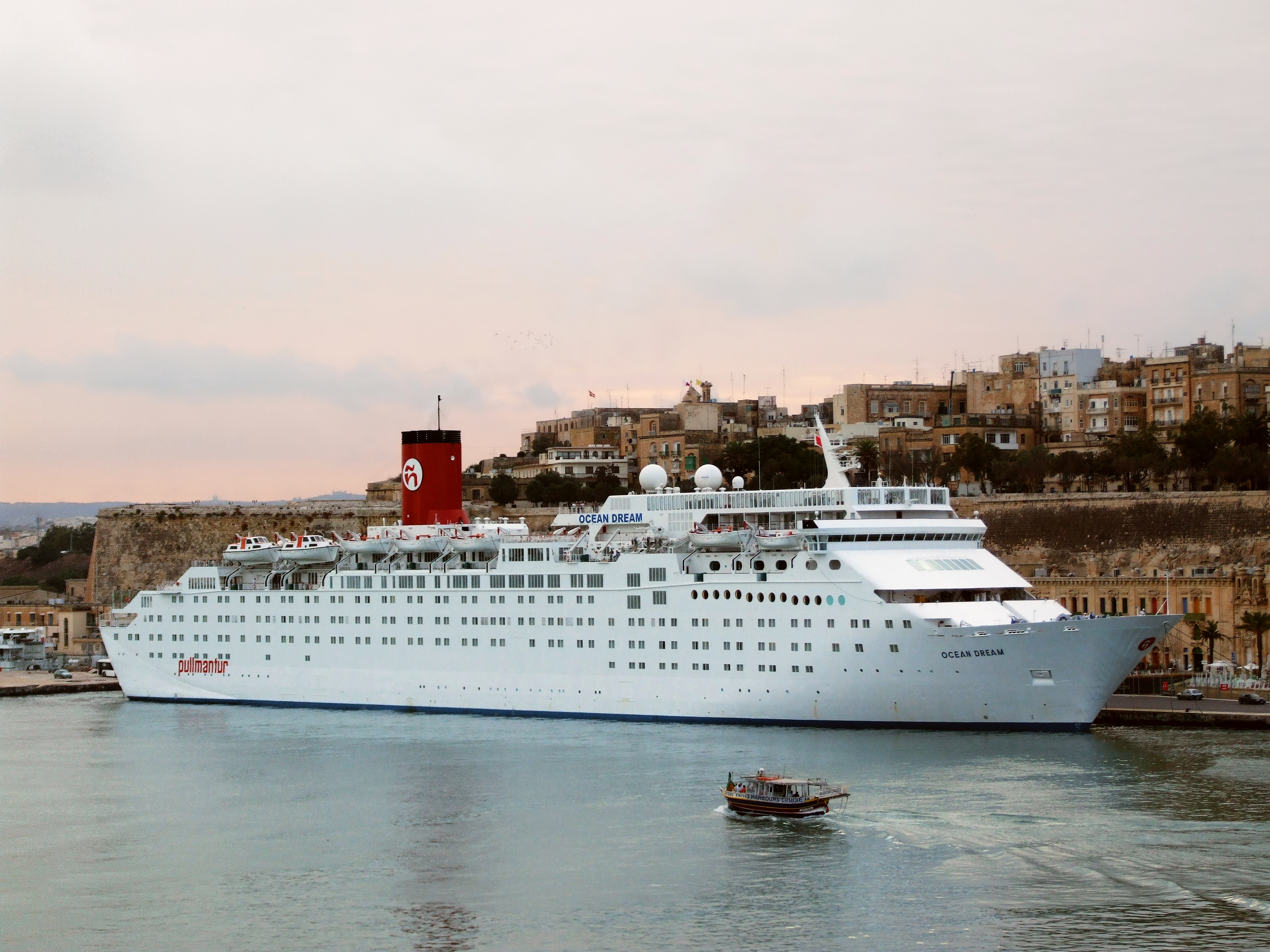
Die Ocean Dream im Grand Harbour, Valletta (Malta)

Am 7. September kündigte Carnival an, das Schiff an die italienische Tochtergesellschaft Costa Crociere S.p.A verkaufen zu wollen. Nach ihrer letzten Kreuzfahrt für Carnival Cruise Lines im Februar 2001 wurde die Tropicale nach Genua überführt, wo sie auf der Werft T. Mariotti für den europäischen Markt umgebaut und modernisiert wurde. Dabei wurde auch der „Carnival“-Schornstein durch eine für die Reederei Costa typische zylindrisch geformte Variante ersetzt. Die Kosten wurden mit 25 Millionen Euro angegeben. Costa Crociere S.p.A setzte die Costa Tropicale auf Routen im Mittelmeer und nach Südamerika ein.
Nachdem das Schiff auf der Fincantieri-Werft in Palermo modernisiert wurde, erfolgte Ende 2005 der Verkauf an P&O Cruises Australia. Dort wurde es bis 2008 unter dem Namen Pacific Star von Brisbane aus im Südostpazifik eingesetzt.
Im Mai 2008 übernahm der spanische Reiseveranstalter Pullmantur Cruises das Schiff und stellte es nach einer in Singapur durchgeführten Modernisierung unter dem Namen Ocean Dream wieder in Dienst. Ihr Einsatzgebiet war die Karibik.
Ab Mai 2012 wurde das Schiff von der japanischen Organisation Peace Boat genutzt. 2020 übernahm Peace Boat die Sun Princess von Princess Cruises, welche daraufhin in Pacific World umbenannt wurde. Die Ocean Dream wurde daraufhin ausgemustert und zum Abbruch in Alang verkauft. Erwerber war das Abbruchunternmehmen NBM Iron and Steel Trading Private Limited. Für die Überführungsfahrt nach Indien wurde die Ocean Dream im November 2020 in Dream umbenannt und umgeflaggt auf die Komoren mit Heimathafen Moroni. Die Dream wurde am 1. Januar 2021 in Alang gestrandet.

## Ausstattung
Die Ocean Dream verfügte über 12 Suiten und 478 Kabinen verschiedener Kategorien. Bei Normalbelegung bot das Schiff Platz für 1.022 Passagiere, die theoretische Maximalauslastung lag bei über 1.400 Passagieren. Das Schiff bot neben vier Restaurants und sechs Bars auch ein Theater. Die Swimmingpools befanden sich im hinteren Bereich des Promenadendecks und auf dem Lido-Deck. Neben zwei Whirlpools auf dem Promenadendeck gab es einen weiteren Whirlpool auf dem Sonnendeck.

## Besondere Vorkommnisse
- Im Februar 1996 lief das Schiff in der Nähe von Tampa auf eine Sandbank auf und musste freigeschleppt werden.[13]
- Im September 1999 trieb das Schiff nach einem Brand im Maschinenraum zwei Tage manövrierunfähig im Golf von Mexiko. Nachdem die Maschinen wieder in Betrieb genommen werden konnten, kehrte das Schiff nach Tampa zurück.[13]
- Im Juli 2007 und im Januar 2008 kam es bei schwerer See in den Gewässern um Neuseeland zu Beschädigungen an Fenstern und Antennenanlagen[14] sowie zu Lecks an durchgerosteten Stellen der Außenhaut.[15]
- In der „Das A-Team“-Folge Eine Seefahrt, die ist lustig (Staffel 4, Folge 1 und 2) wurde auf der Tropicale gedreht.